# Zasada Hotellinga
Zasada Hotellinga – jeden z centralnych teorematów ekonomii zasobów naturalnych, zaproponowany przez Harolda Hotellinga w 1931 roku. Zgodnie z zasadą Hotellinga w przypadku wydobywania nieodnawialnych surowców naturalnych przez racjonalnych aktorów czas wydobycia jest skończony, a jego tempo i stopniowo wzrastająca cena rynkowa danego surowca zależą od wysokości stóp procentowych na rynku finansowym.

## Teoria
Wywód Hotellinga opiera się na kilku istotnych założeniach, typowych dla neoklasycznej teorii ekonomicznej:
- Właścicielem danego złoża surowców nieodnawialnych jest aktor racjonalny, tj. maksymalizujący wartość bieżącą złoża oraz dyskontujący za pomocą stopy procentowej na rynku finansowym.
- Analiza dotyczy złoża będącego w posiadaniu jednego aktora przez cały czas eksploatacji.
- Wielkość złoża jest od początku znana.

Na tej bazie Hotelling zbudował model eksploatacji złóż surowców nieodnawialnych przez racjonalnych aktorów. Głównymi wynikami jego analizy są:
1. Czas eksploatacji złoża jest zawsze skończony.
2. Cena rynkowa danego surowca wzrasta stopniowo, podczas gdy ilość wydobywanego surowca maleje. Pod koniec okresu eksploatacji obie wielkości osiągają wartości graniczne (cena sięga nieskończoności, wydobywana ilość zera).
3. Tempo eksploatacji jest zależne wyłącznie od wysokości stopy procentowej na rynku finansowym.
4. Maksimum dobrobytu społecznego jest osiągnięty w warunkach pełnej konkurencji (monopol i oligopol prowadzą do niekorzystnego dla ogółu spowolnienia tempa eksploatacji).

## Rzeczywistość
Analizy danych empirycznych odnośnie do rozwoju cen rynkowych różnych surowców naturalnych pokazują, że prognozy modelu zastosowanego przez Hotellinga nie odzwierciedlają wiernie rzeczywistości. Mimo to, zasada Hotellinga do dzisiaj jest powszechnie stosowana w modelach ekonomicznych:

The assumptions [of the authors' model] are obviously debatable a priori and they also have some implications that are difficult to reconcile with historical data. In particular, they imply that aggregate fossil fuel use should follow the famous Hotelling rule, which implies falling quantities and increasing prices, a pattern notoriously at odds with reality.